# Anton Gaaei
Anton Gaaei (Viborg, 19 novembre 2002) è un calciatore danese, difensore dell'Ajax e della nazionale Under-21 danese.

## Carriera

### Club
Cresciuto nel settore giovanile del Viborg, debutta in prima squadra il 2 settembre 2021, in occasione dell'incontro di DBUs Landspokalturnering perso ai rigori contro il Fredericia. Il 1º aprile 2022 debutta anche in Superligaen, disputando l'incontro vinto per 2-1 contro lo SønderjyskE. Il 21 luglio successivo debutta nelle competizioni europee, giocando il match vinto per 0-1 contro il Sūduva, valido per i turni preliminari di Conference League.

### Nazionale
Ha giocato nelle nazionali giovanili danesi Under-20 ed Under-21.
Il 10 giugno 2025 fa il suo esordio con la nazionale maggiore, nella gara amichevole vinta 5-0 contro la Lituania.

## Statistiche

### Presenze e reti nei club
Statistiche aggiornate al 7 novembre 2024.
| Stagione        | Squadra         | Campionato      | Campionato | Campionato | Coppe nazionali | Coppe nazionali | Coppe nazionali | Coppe continentali | Coppe continentali | Coppe continentali | Altre coppe | Altre coppe | Altre coppe | Totale | Totale |
| Stagione        | Squadra         | Comp            | Pres       | Reti       | Comp            | Pres            | Reti            | Comp               | Pres               | Reti               | Comp        | Pres        | Reti        | Pres   | Reti   |
| --------------- | --------------- | --------------- | ---------- | ---------- | --------------- | --------------- | --------------- | ------------------ | ------------------ | ------------------ | ----------- | ----------- | ----------- | ------ | ------ |
| 2021-2022       | Viborg          | SL              | 6          | 0          | CD              | 1               | 0               | -                  | -                  | -                  | -           | -           | -           | 7      | 0      |
| 2022-2023       | Viborg          | SL              | 28         | 0          | CD              | 4               | 1               | UECL               | 5                  | 0                  | -           | -           | -           | 37     | 1      |
| ago. 2023       | Viborg          | SL              | 4          | 0          | -               | -               | -               | -                  | -                  | -                  | -           | -           | -           | 4      | 0      |
| Totale Viborg   | Totale Viborg   | Totale Viborg   | 38         | 0          |                 | 5               | 1               |                    | 5                  | 0                  |             | -           | -           | 48     | 1      |
| ago. 2023-2024  | Jong Ajax       | 1D              | 8          | 0          | -               | -               | -               | -                  | -                  | -                  | -           | -           | -           | 8      | 0      |
| ago. 2023-2024  | Ajax            | ED              | 25         | 1          | CO              | 1               | 0               | UEL+UECL           | 5+3                | 0+0                | -           | -           | -           | 34     | 1      |
| 2024-2025       | Ajax            | ED              | 25         | 3          | CO              | -               | -               | UEL                | 7                  | 0                  | -           | -           | -           | 32     | 3      |
| Totale Ajax     | Totale Ajax     | Totale Ajax     | 50         | 4          |                 | 1               | 0               |                    | 15                 | 0                  |             | -           | -           | 66     | 4      |
| Totale carriera | Totale carriera | Totale carriera | 96         | 4          |                 | 6               | 1               |                    | 20                 | 0                  |             | -           | -           | 122    | 5      |